# Downtempo
Downtempo nebo downbeat je žánr elektronické hudby, který vznikl v 90. letech. Je podobný ambientní hudbě, ale obvykle obsahuje beaty nebo groove na rozdíl od ambientní hudby, která beaty neobsahuje.
Tento žánr je založen na synkopovaném rytmu podobném jako v hip-hopu a množství prvků z různých hudebních žánrů. Tempo se pohybuje mezi 80 až 120 BPM, ale najdou se i rychlejší a také pomalejší skladby.
Termín downtempo v širším smyslu může charakterizovat i jakýkoliv druh elektronické hudby, který není vhodný pro tanec (na rozdíl od uptempa, tedy taneční hudby) nebo druh elektronické hudby, který má tempo pod 120 BPM. V 90. letech vzniklo několik podžánrů hudby downtempo: dub, trip-hop, illbient, lounge, nu jazz, chillout.

## Nejznámější představitelé
- Air
- Amon Tobin
- cirKus
- Flunk
- Bonobo
- Boards of Canada
- Fila Brazillia
- Massive Attack
- Honeyroot
- Röyksopp
- Thievery Corporation
- Tosca
- Zero 7
- Sofa Surfers